# Liste der Biografien/Fem
Liste der Biografien |
Portal Biografien |
Personensuche
# |
A |
B |
C |
D |
E |
F |
G |
H |
I |
J |
K |
L |
M |
N |
O |
P |
Q |
R |
S |
T |
U |
V |
W |
X |
Y |
Z |
?
 
Fa |
Fe |
Ff |
Fh |
Fi |
Fj |
Fk |
Fl |
Fm |
Fn |
Fo |
Fr |
Ft |
Fu |
Fy
 
Fea |
Feb |
Fec |
Fed |
Fee |
Fef |
Feg |
Feh |
Fei |
Fej |
Fek |
Fel |
Fem |
Fen |
Feo |
Fer |
Fes |
Fet |
Feu |
Fev |
Few |
Fey |
Fez
Die Liste der Biografien führt alle Personen auf, die in der deutschsprachigen Wikipedia einen Artikel haben. Dieses ist eine Teilliste mit 10 Einträgen von Personen, deren Namen mit den Buchstaben „Fem“ beginnt.

## Fem

### Femb
- Fembeck, Walter (1921–2020), deutscher Sportfunktionär

### Feme
- Femenía, Kiko (* 1991), spanischer Fußballspieler
- Femerling, Patrick (* 1975), deutscher Basketballspieler

### Femf
- Femfert, Damiano (* 1985), deutsch-italienischer Schriftsteller

### Feml
- Femling, Peppe (* 1992), schwedischer Biathlet und Skilangläufer

### Femm
- Femme Schmidt (* 1990), deutsche SängerinFemme Schmidt (* 1990)

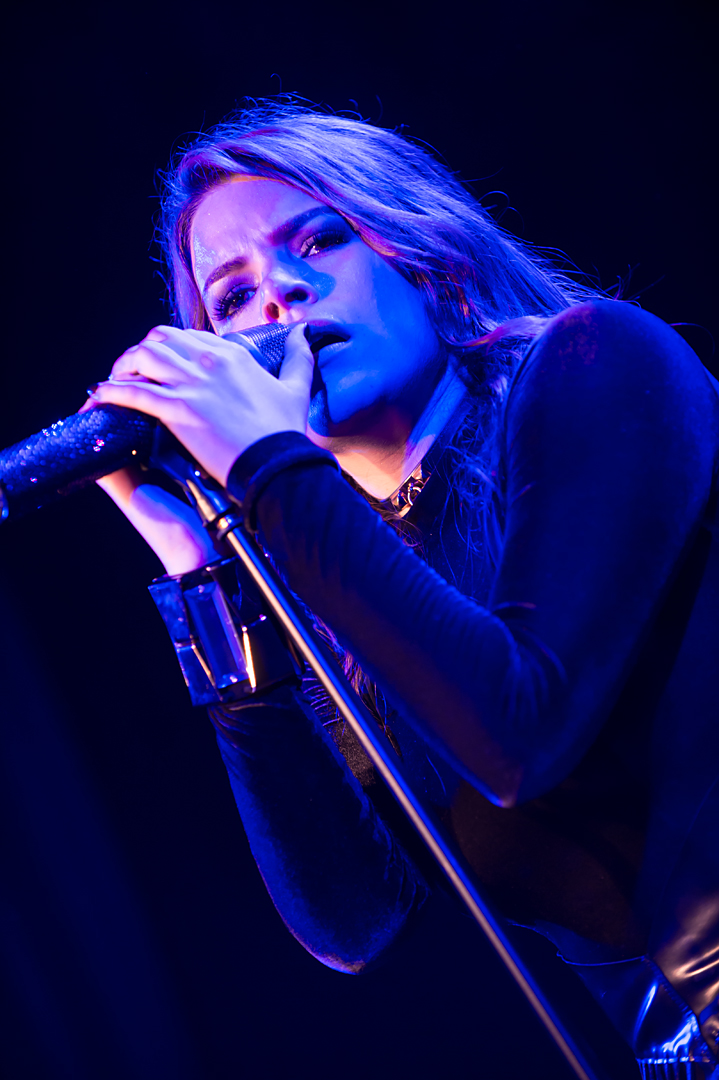
Femme Schmidt (* 1990)

- Femminis, Doris (* 1972), Schweizer Schriftstellerin

### Femp
- Femppel, Kurt (* 1935), deutscher Personalmanager

### Fems
- Femsteinevik, Martin (* 1994), norwegischer Biathlet
- Femsteinevik, Ragnhild (* 1995), norwegische Biathletin